# Saint-Florent-sur-Cher

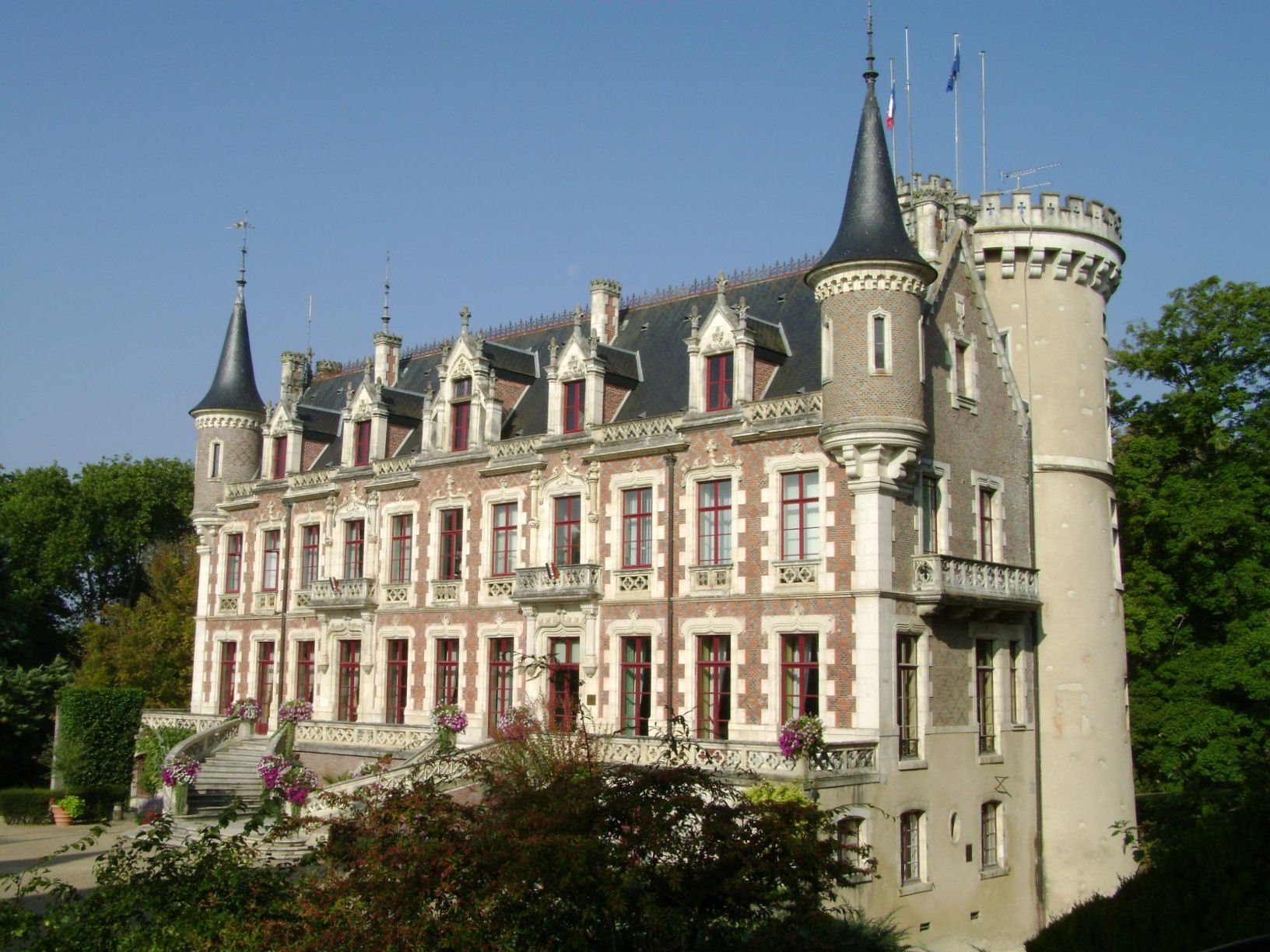
Mairie (Rathaus) im Schloss

Saint-Florent-sur-Cher [sɛ̃ flɔʁɑ̃ syʁ ʃɛʁ] ist eine französische Gemeinde mit 6416 Einwohnern (Stand 1. Januar 2022) im Département Cher in der Region Centre-Val de Loire. Sie gehört zum Arrondissement Bourges und zum Kanton Chârost. Die Bewohner werden Saint-Florentais und Saint-Florentaises genannt.
Die Gemeinde erhielt 2022 die Auszeichnung „Zwei Blumen“, die vom Conseil national des villes et villages fleuris (CNVVF) im Rahmen des jährlichen Wettbewerbs der blumengeschmückten Städte und Dörfer verliehen wird.

## Geographie
Die Gemeinde liegt rund 15 Kilometer südwestlich von Bourges. Nachbargemeinden sind:
- Villeneuve-sur-Cher im Norden,
- Morthomiers im Nordosten,
- Le Subdray im Osten,
- Saint-Caprais im Südosten,
- Lunery im Süden und
- Civray im Westen.

Der Gemeindehauptort wird in Süd-Nord-Richtung vom Fluss Cher durchquert, im westlichen Gemeindegebiet verläuft parallel dazu der Arnon.

## Bevölkerungsentwicklung
| Jahr      | 1968 | 1975 | 1982 | 1990 | 1999 | 2006 | 2012 | 2018 |
| Einwohner | 6408 | 6535 | 7611 | 7358 | 6900 | 6756 | 6617 | 6457 |

## Sehenswürdigkeiten
- Schloss aus dem 15. Jahrhundert, Eingangspavillon und Kapelle sind seit 1936 als Monument historique eingeschrieben

Siehe auch: Liste der Monuments historiques in Saint-Florent-sur-Cher

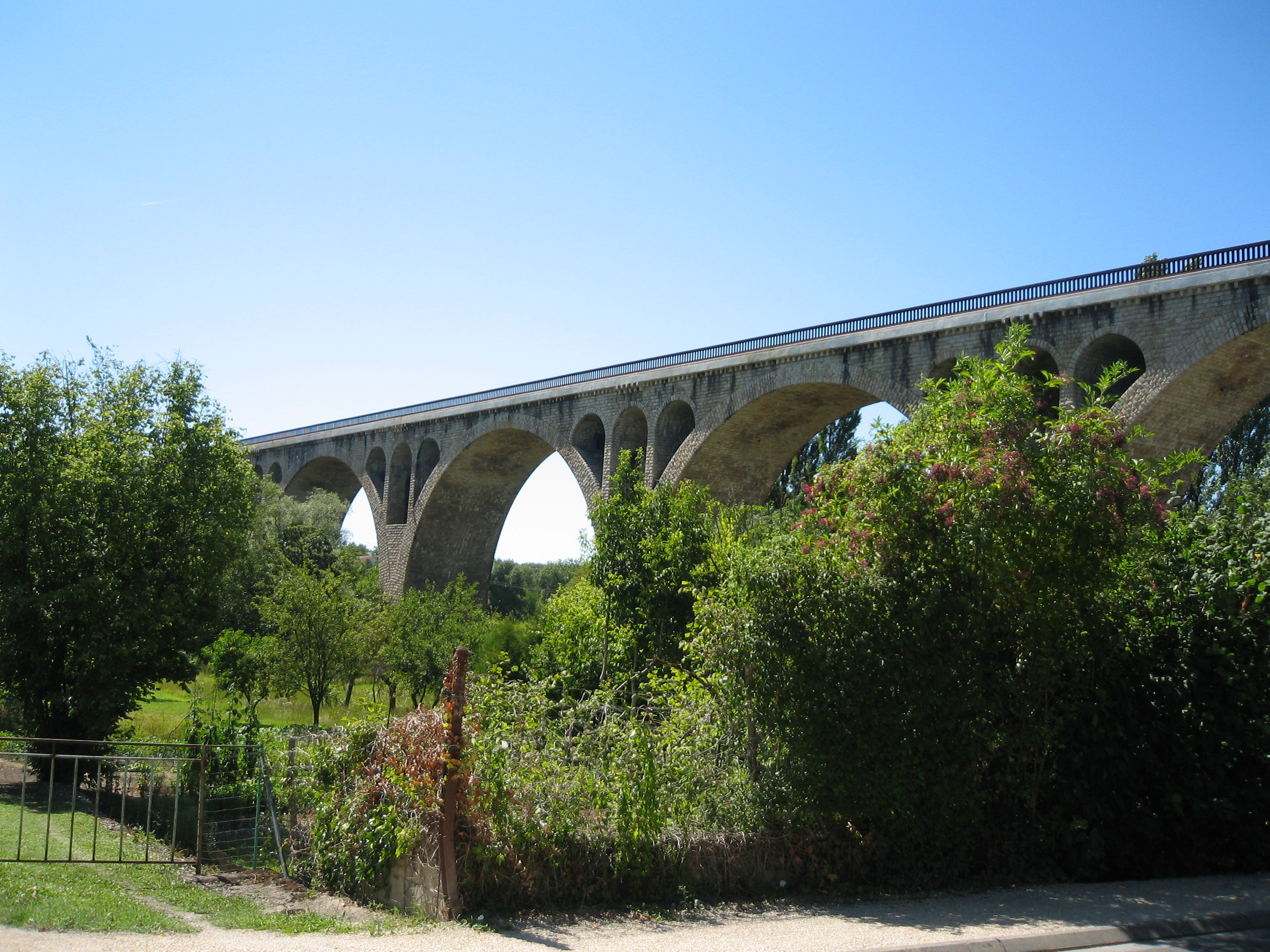
1892/93 erbaute Brücke der Bahnstrecke nach Issoudun
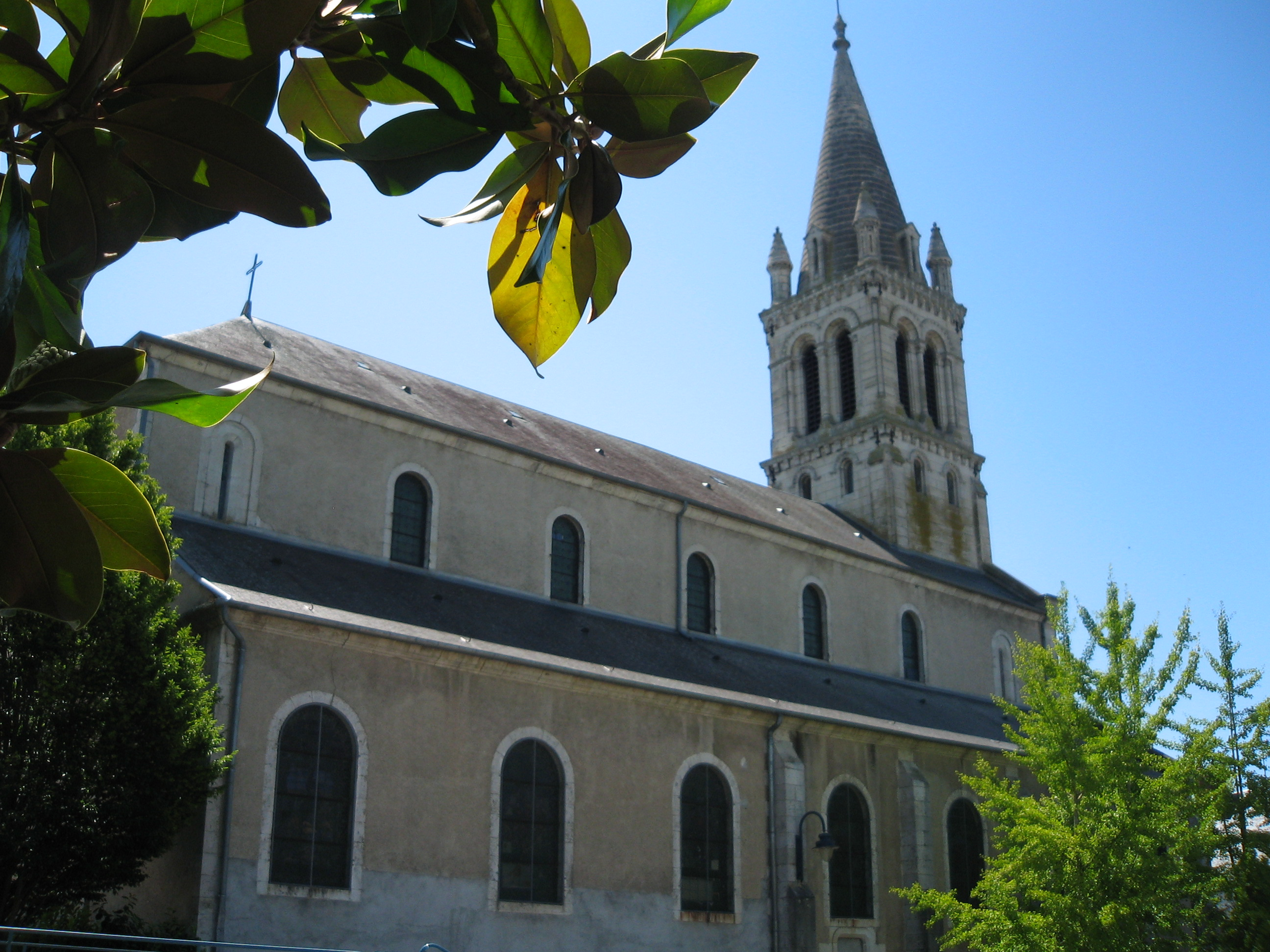
Kirche Saint Florent aus dem 19. Jahrhundert
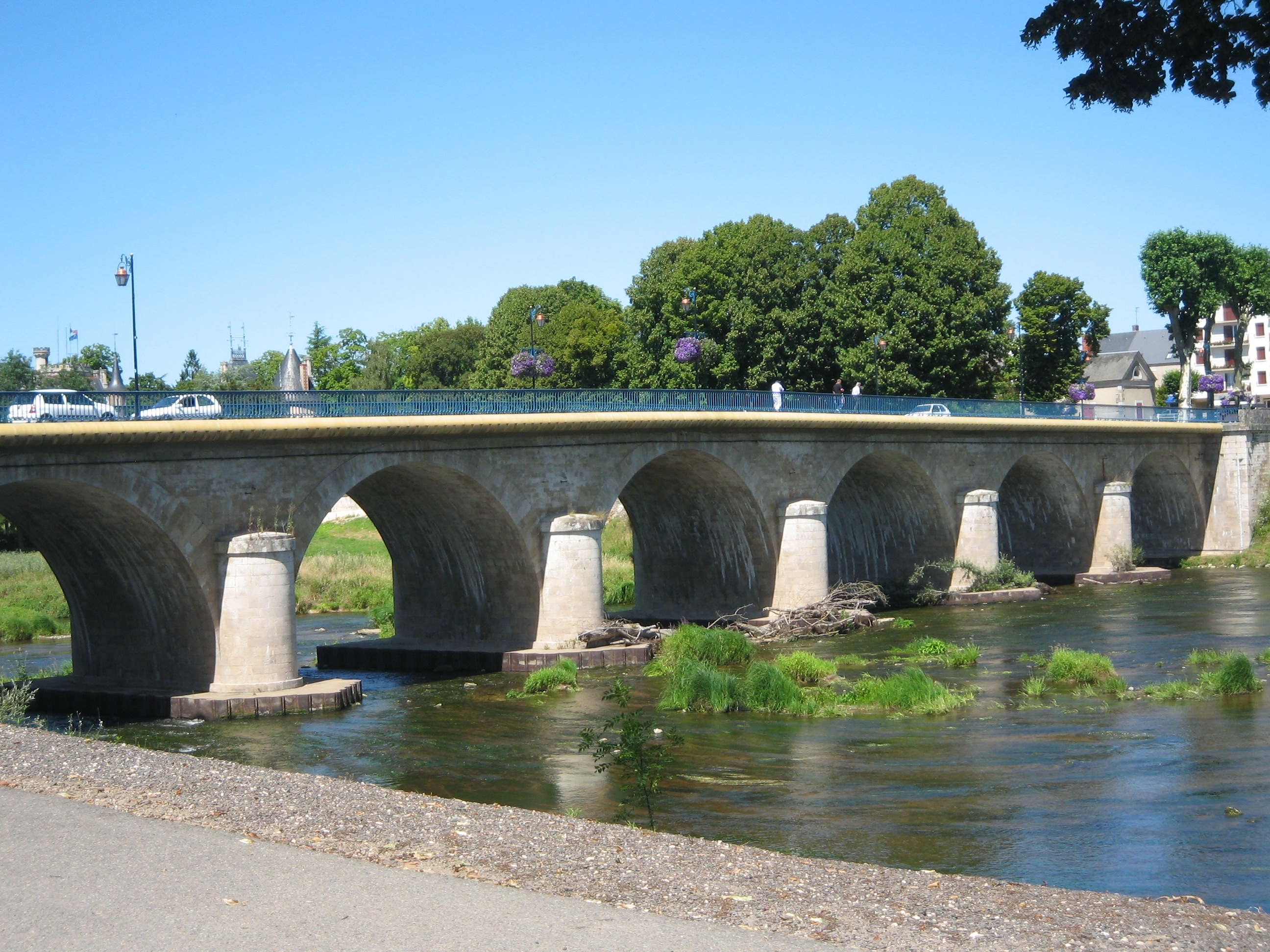
Straßenbrücke über den Cher, erbaut 1827–1832

## Verkehr

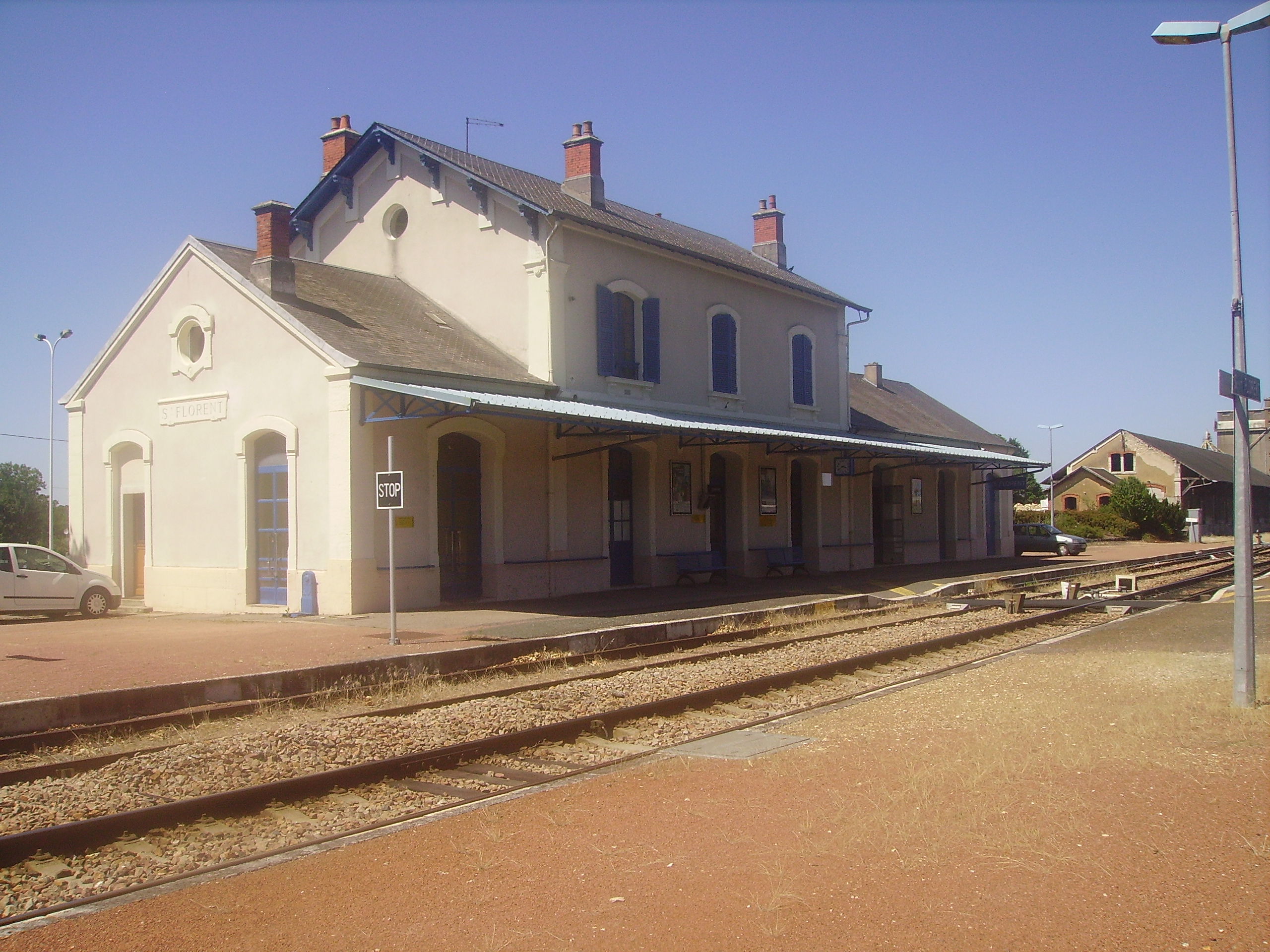
Bahnhof

Die Bahngesellschaft Compagnie du chemin de fer de Paris à Orléans (PO) eröffnete am 9. Dezember 1861 an der Bahnstrecke Bourges–Miécaze den örtlichen Bahnhof. 1883 ging von dort eine Zweigstrecke nach Issoudun in Betrieb. Aktuell wird er von Regionalzügen des TER Centre-Val de Loire bedient.
Der Ort liegt an der Nationalstraße N 151, die nach Bourges und Châteauroux führt. Nächste Autobahn ist die A 71 mit der Anschlussstelle 7 (Bourges).

## Partnergemeinden
- Neu-Anspach, Deutschland
- Šentjur pri Celju, Slowenien